# Jan Cornelisz. May

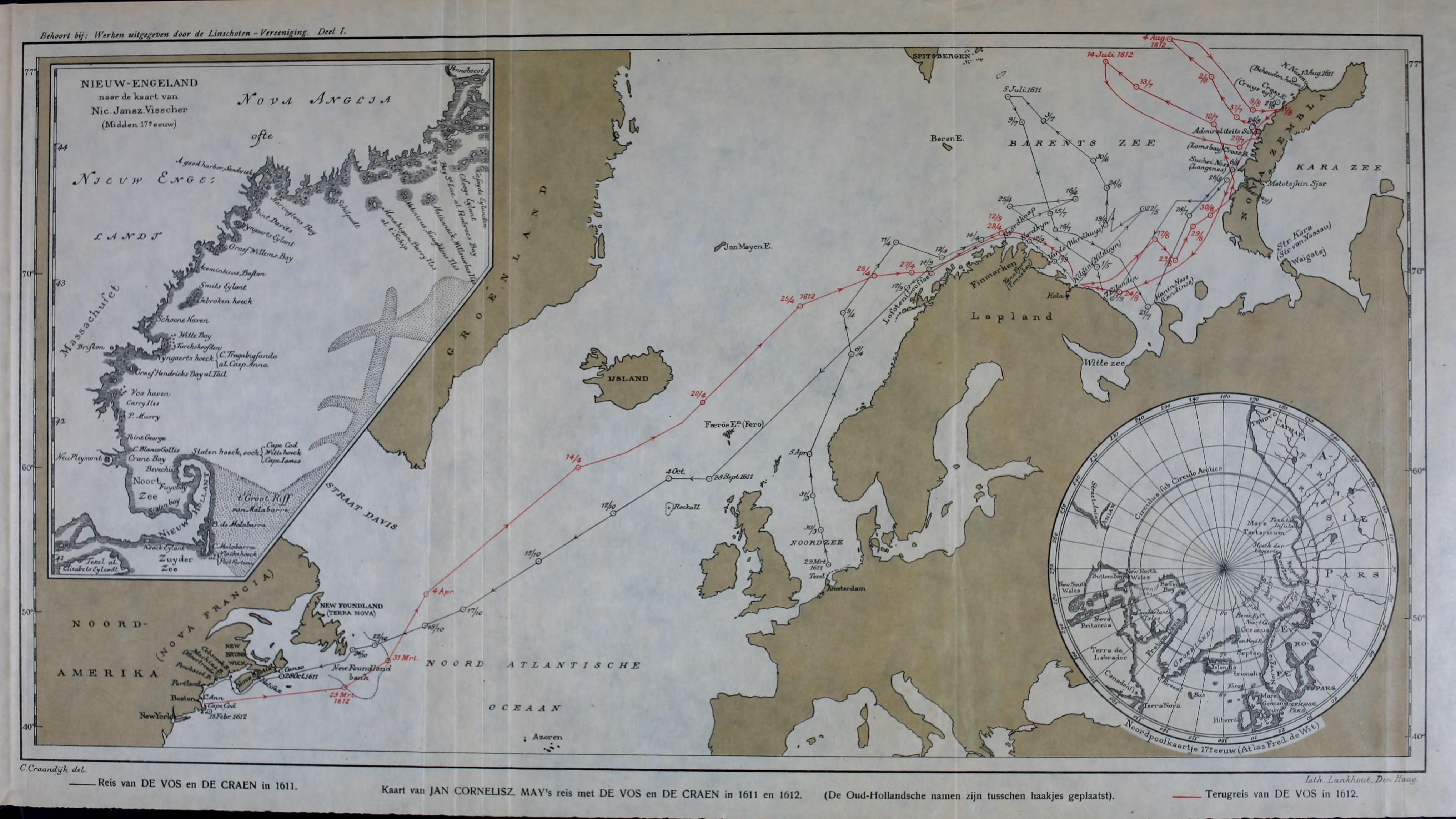
Kaart van de reis van May.

Jan Cornelisz. May was een 17e-eeuwse Nederlandse zeevaarder, bekend vanwege zijn ontdekkingsreis op zoek naar de Noordoostelijke Doorvaart.
May werd in 1611 uitgezonden door Ernest van der Wal en Pieter Aertszoon de Jonge om de Noordoostelijke Doorvaart te vinden. Hij werd geacht een doorgang te zoeken tussen Spitsbergen en Nova Zembla. Hij vertrok vanaf Texel op 28 maart 1611 met twee schepen, de Vos en de Craen. Van der Wal en De Jonge waren als opperkooplieden aanwezig. Op 14 april rondde hij Noordkaap, maar drie dagen later kwam hij in de Barentszzee in het ijs vast te zitten. De volgende weken werden besteed aan diverse pogingen om naar het noorden of oosten door te breken. Op 5 juli werd het meest noordelijke punt bereikt, recht ten oosten van Spitsbergen. Op 6 augustus werden bij Straat Koskin (Straat van Matotsjkin) de pogingen opgegeven.
Op basis van geheime instructies stak May hierna de Atlantische Oceaan over naar Nova Scotia, dat hij op 29 oktober bereikte. Een groep van 6 mannen, waaronder De Jonge, werd bij een landing gevangengenomen en gedood door inlanders. Hierna werd de kust zuidwaarts gevolgd tot voorbij Kaap Cod, waarbij enige handel werd gedreven. De Craen keerde begin december in Nederland terug, maar May besloot het volgende jaar een nieuwe poging te ondernemen in de Barentszzee met de Vos. Bij Noordkaap aangekomen merkte hij echter dat de winter erg streng was geweest, en pas in juni 1612 kon hij zijn missie voortzetten. Hij volgde de kust van Nova Zembla noordwaarts, en bereikte 77°NB en 77°30'NB in zijn pogingen open water te vinden, maar slaagde opnieuw niet in zijn opzet. Hierna keerde hij terug. Op 3 december 1612 kwam hij aan in Nederland.
Er wordt wel verondersteld dat Jan Mayen op deze expeditie werd ontdekt, en daaraan zijn naam te danken heeft, maar dat is incorrect. Verantwoordelijk voor deze naam is Jan Jacobsz. May van Schellinkhout, een neef van Jan Corneliszoon, die aanwezig was op een expeditie, bekend onder de naam van cartograaf Joris Carolus.
De Vos is later nog voor een tweede ontdekkingsreis gebruikt, in 1613 onder ene Pieter Fransz. Over deze expeditie is niets bekend behalve een annotatie op een wereldkaart van Blaeu uit 1619, die het schip toont bij de ingang van Straat Hudson